# Ilígero
Ilígero (em grego: Ιλιγερ; romaniz.: Iliger) foi um huno do século VI. Foi um dos três líderes das forças de mercenários sabires que serviram com o exército bizantino em Lázica em 556; seus companheiros eram Balmaco e Cutilzis. Controlaram na primavera uma força de dois mil infantes sabires. Martinho estacionou-os próximo de Arqueópolis com ordens de incomodar o avanço dos persas sob Nacoragano. Agátias registra como lutaram e repeliram os dailamitas que tentaram surpreendê-los. Maenchen-Helfen sugeriu que seu nome, de origem turcomana, seria *Ilig-är. Peter Benjamin Golden, por sua vez, propôs que seu nome pode ser traduzido como "príncipe-homem".